# Ribeirão 1968 Futebol Clube
Maillots
Le Ribeirão 1968 Futebol Clube, appelé Grupo Desportivo de Ribeirão jusqu'en 2015, est un club de football portugais basé à Ribeirão dans la municipalité de Vila Nova de Famalicão.

## Histoire
Le club a évolué à plusieurs reprises en troisième division portugaise.

## Palmarès
- Championnat du Portugal de III Divisão (D4) (1)
  - Vainqueur : 2004